# Tempest (película de 1982)
Tempest es una película romántica de comedia dramática y aventuras estadounidense de 1982 dirigida por Paul Mazursky. Es una adaptación moderna y libre de la obra de William Shakespeare La tempestad. La película es protagonizada por John Cassavetes, Gena Rowlands, Susan Sarandon, Raúl Juliá y Molly Ringwald en su debut cinematográfico.

## Reparto
- John Cassavetes como Phillip Dimitrius
- Gena Rowlands como Antonia Dimitrius
- Susan Sarandon como Aretha Tomalín
- Vittorio Gassman como Alonso
- Raúl Juliá como Kalibanos
- Molly Ringwald como Miranda Dimitrius
- Sam Robards como Freddy
- Paul Stewart como el padre de Phillip
- Jackie Gayle como Trinc
- Anthony Holland como Sebastian
- Jerry Hardin como Harry Gondorf
- Paul Mazursky como Terry Bloomfield
- Lucianne Buchanan como Dolores
- Vassilis Glezakos como Capitán
- Luigi Laezza como marinero
- Sergio Nicolai como marinero
- Cookie Mueller como fiestera de Nochevieja[3]

## Producción
La película fue filmada en locaciones que incluyen: Alypa Beach en la Península de Mani en el Peloponeso; Atenas, Grecia; Atlantic City, Nueva Jersey; y la ciudad de Nueva York, Nueva York. El apellido del personaje de Susan Sarandon, Tomalin, es su propio apellido de soltera. Tomó el apellido de su marido cuando se casó con Chris Sarandon.
La película contiene múltiples escenas en las que el World Trade Center es visible, incluido un paso elevado de la ciudad de Nueva York cerca del final de la película cuando Philip, Antonia y Miranda viajan de regreso a Nueva York. El metraje aéreo va acompañado de la canción Manhattan, cantada por Dinah Washington.

## Estreno
La película se estrenó en Estados Unidos el 13 de agosto de 1982.
Se proyectó en diversos festivales de cine, entre ellos: el Festival de Cine de Venecia, Italia; el Festival Internacional de Cine de Toronto, Canadá; el Festival de Cine de la Ciudad de Dávao, Filipinas; y otros.